# Mzefroune
Mzefroune (franska: Mzefroune (CR), Mzefroune (Commune Rurale), arabiska: اولاد يحيى لوطا) är en kommun i Marocko.   Den ligger i provinsen Ouezzane och regionen Tanger-Tétouan-Al Hoceïma, i den norra delen av landet, 140 km nordost om huvudstaden Rabat. Antalet invånare är 8 072.